# FIGLA
생식 계열 알파 인자(FIGalpha) 또는 전사 인자 FIGa로도 알려진 Folliculogenesis-specific basic helix-loop-helix는 인간에서 FIGLA 유전자에 의해 암호화되는 단백질이다. FIGLA 유전자는 인간 염색체 2p13.3에서 발견되는 난모세포에서 우선적으로 발현되는 생식 세포-특이적 전사 인자이다.

## 기능
이 유전자는 출생 후 난모세포 특이적 유전자 발현에서 기능하는 단백질을 암호화한다. 이 단백질은 모낭 형성, 난모세포 분화 및 투명대를 암호화하는 유전자를 포함하여 여러 난모세포 특이적 유전자를 조절하는 기본 나선-루프-나선 전사 인자이다. FIGLA는 투명대 유전자 ZP1, ZP2, ZP3와 관련이 있다.

## 임상적 의의
FIGLA 유전자의 돌연변이는 조기 난소 부전과 관련이 있다. 조기 난소 부전은 생식선 자극성 난소 부전 및 불임으로 이어지는 유전적 장애이다. 인간의 조기 난소 부전은 원발성 모낭의 형성을 방해하는 FIGLA haploninuffciency에 의해 야기되는 것으로 여겨진다. 이것은 생식 수명에 걸쳐 여포가 감소되고 난모세포 손실이 가속화 되는 것이 관찰되었다. FIGLA에 돌연변이가 있는 여성은 조기 난소 부전이있는 것으로 나타났다. 원시 여포 형성 실패뿐만 아니라 FIGLA 유전자가 결핍된 쥐는 Zona pellucida 유전자 Zp1, Zp2, ZP3 발현이 부족했다.

## 추가 자료
- “Isolation and expression analysis of the testis-specific gene, STRA8, stimulated by retinoic acid gene 8”. 《Journal of Assisted Reproduction and Genetics》 19 (11): 531–5. November 2002. PMC 3455343. PMID 12489526.
- “Candidate genes for premature ovarian failure”. 《Current Medicinal Chemistry》 14 (3): 353–7. 2007. doi:10.2174/092986707779941087. PMID 17305537.
- “Zona pellucida components are present in human fetal ovary before follicle formation”. 《Molecular and Cellular Endocrinology》 289 (1-2): 10–5. July 2008. doi:10.1016/j.mce.2008.01.029. PMID 18502569.
- “Transcription factor FIGLA is mutated in patients with premature ovarian failure”. 《American Journal of Human Genetics》 82 (6): 1342–8. June 2008. doi:10.1016/j.ajhg.2008.04.018. PMC 2427265. PMID 18499083.
- “Transcriptional regulation of early oogenesis: in search of masters”. 《Human Reproduction Update》 12 (1): 65–76. doi:10.1093/humupd/dmi033. PMID 16143663.
- “Premature ovarian failure and gene polymorphisms”. 《Current Opinion in Obstetrics and Gynecology》 21 (4): 313–7. August 2009. doi:10.1097/gco.0b013e32832e0813. PMID 19610175.
- “Increased expression of the FIGLA transcription factor is associated with primordial follicle formation in the human fetal ovary”. 《Molecular Human Reproduction》 10 (6): 373–81. June 2004. doi:10.1093/molehr/gah056. PMID 15044608.